# Бринрефайл
Бринрефайл (англ. Brynrefail, валл. Brynrefail) — село у Сполученому Королівстві Великої Британії та Північної Ірландії, розташоване на сході острова Анґлсі, в однойменному графстві Острів Анґлсі, у князівстві Уельс.